# Рустамов, Гадир Черкез оглы
Гадир Черкез оглы Рустамов (азерб. Qədir Çərkəz oğlu Rüstəmov; 20 ноября 1935, Агдам, Азербайджан — 14 декабря 2011, Стамбул, Турция) — ханенде, народный артист Азербайджана (1992), персональный стипендиат Президента Азербайджанской Республики (1997), «Золотой голос» Азербайджана.

## Биография
Гадир Рустамов родился 20 ноября 1935 года в Агдамском районе. После окончания средней школы, он поступил в Бакинское среднее специальное музыкальное училище имени Асафа Зейналлы, а затем в Агдамское среднее специальное музыкальное училище имени Узеира Гаджибейли. Одним из его учителей был Гаджибаба Гусейнов.
Является исполнителем ряда мугамных композиций — «Раст», «Чахаргях».
В ноябре 2011 года здоровье народного артиста резко ухудшилось. Скончался Гадир Рустамов 14 декабря 2011 года в одной из клиник Стамбула. Похоронен в Аллее почётного захоронения.

## Награды
- Орден «Слава» (1997)[3][4]
- Народный артист Азербайджанской Республики (1992)
- Заслуженный артист Азербайджанской ССР (1989)
- Персональная стипендия Президента Азербайджанской Республики (2002)[5].

## Память
В 2015 году в Баку в Международном центре мугама состоялось мероприятие, посвящённое 80-летию со дня рождения Гадира Рустамова.